# Triaenodes pellectus
Triaenodes pellectus là một loài Trichoptera trong họ Leptoceridae. Loài này có ở miền Ấn Độ - Mã Lai và miền Cổ bắc.